# Diaphus bertelseni
Diaphus bertelseni és una espècie de peix de la família dels mictòfids i de l'ordre dels mictofiformes.

## Morfologia
- Els mascles poden assolir 9,1 cm de longitud total.[3][4]

## Hàbitat
És un peix marí i d'aigües profundes que viu fins als 300 m de fondària.

## Distribució geogràfica
Es troba des de Portugal fins a Mauritània, Gabon i Angola; des del sud de Florida fins a les Antilles i Veneçuela; des del Brasil fins a l'Argentina; a Austràlia i Nova Zelanda; i al Pacífic oriental.